# Matías Soulé
Matías Soulé Malvano (Mar del Plata, 15 april 2003) is een Argentijns-Italiaans voetballer die doorgaans speelt als vleugelspeler. In juli 2024 verruilde hij Juventus voor AS Roma.

## Clubcarrière
Soulé speelde in de jeugd van Kimberley en werd in zijn twaalfde levensjaar opgenomen in de opleiding van Vélez Sarsfield. Hier wees hij een professioneel contract af, waarna hij transfervrij overgenomen werd door Juventus. Vanaf de zomer van 2021 maakte hij minuten in het belofteteam, uitkomend in de Serie C. Op 30 november van dat jaar maakte de Argentijn zijn debuut in het eerste elftal. Op die dag werd in de Serie A gespeeld tegen Salernitana. Door doelpunten van Paulo Dybala en Álvaro Morata won Juventus met 0–2. Soulé mocht van coach Massimiliano Allegri in de blessuretijd van de tweede helft invalln voor Dejan Kulusevski. Het seizoen erop maakte hij zijn eerste doelpunt. Op 12 maart 2023 werd in eigen huis tegen Sampdoria gespeeld. Nadat teamgenoten Gleison Bremer en Adrien Rabiot (tweemaal) en tegenstanders Tommaso Augello en Filip Đuričić hadden gescoord, bepaalde de na drieënzeventig minuten ingevallen Soulé de uitslag op 4–2.
Voorafgaand aan het seizoen 2023/24 werd Soulé voor een seizoen op huurbasis overgenomen door Frosinone. Enzo Barrenechea was al eerder die zomer gehuurd van Juventus en een dag na Soulé kwam ook Kaio Jorge op huurbasis over vanuit Turijn. Bij Frosinone speelde de Argentijn op twee na alle competitiewedstrijden en hij kwam tot elf doelpunten in de Serie A. Met zijn verhuurperiode verdiende Soulé een transfer naar AS Roma. De club uit de Italiaanse hoofdstad betaalde ruim vijfentwintig miljoen euro voor zijn overgang en gaf hem een contract voor de duur van vijf seizoenen.

## Clubstatistieken
| Seizoen | Club              | Competitie | Competitie | Competitie | Beker | Beker | Internationaal | Internationaal | Totaal | Totaal |
| Seizoen | Club              | Competitie | Wed.       | Dlp.       | Wed.  | Dlp.  | Wed.           | Dlp.           | Wed.   | Dlp.   |
| ------- | ----------------- | ---------- | ---------- | ---------- | ----- | ----- | -------------- | -------------- | ------ | ------ |
| 2021/22 | Juventus Next Gen | Serie C    | 31         | 3          | —     | —     | —              | —              | 31     | 3      |
| 2022/23 | Juventus Next Gen | Serie C    | 3          | 0          | —     | —     | —              | —              | 3      | 0      |
| 2021/22 | Juventus          | Serie A    | 2          | 0          | 0     | 0     | 0              | 0              | 2      | 0      |
| 2022/23 | Juventus          | Serie A    | 13         | 1          | 1     | 0     | 5              | 0              | 19     | 1      |
| 2023/24 | → Frosinone       | Serie A    | 36         | 11         | 3     | 0     | —              | —              | 39     | 11     |
| 2024/25 | AS Roma           | Serie A    | 23         | 5          | 1     | 0     | 11             | 0              | 35     | 5      |
| Totaal  | Totaal            | Totaal     | 108        | 20         | 5     | 0     | 16             | 0              | 129    | 20     |

Bijgewerkt op 27 april 2025.